# 日本の貧困

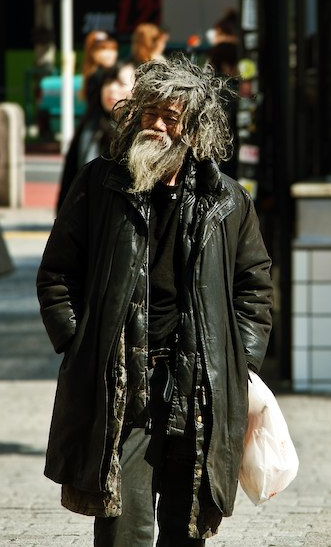
東京渋谷のホームレスの男性(2011年2月)

日本の貧困（にほんのひんこん、英: Poverty in Japan）について、「世帯収入が統計中央値の半分以下の状態」と定義されている相対的貧困を意味する。OECDの数字によると、日本の世帯平均純可処分所得は23,458米ドルで、OECD加盟国の平均である22,387米ドルよりも高い。厚生労働省「国民生活基礎調査」で世代別相対的貧困率を見ると子ども世代間（11.5％）と現役世代間（12.7％）はOECD平均値（15.4％）を下回る良い成績な一方で、高齢世代間（20.0％）は平均値を4.6ポイント上回る悪い成績となっている。つまり、日本では高齢者数が人口を占める割合が大きいこと(少子高齢化)、加齢するほど過去の経済活動の結果の積み重ねで起こる「高齢世代間の世帯年収の差」が大きくて世代内扶養の仕組みになっていないこと、この2点が相対的貧困率がOECD平均を上回る背景にある。 

## 調査レポートと統計結果
2012年時点で他の国と異なり、日本では貧困を目の当たりにすることは滅多になく、目に見えないレベルだと報道されている。物乞いを見かけること殆どなく、貧困を目の当たりに出来る例として、西成区があげられた。 
2009年10月、日本の厚生労働省は、2007年に日本人の約6分の1（2200万人）が貧困状態にあると述べた報告書を発表。 
2013年、日本政府は16％の相対的貧困率を記録。これは、国民の平均収入の半分未満で生活する人口の割合として定義されているが、統計上で最高記録である。別の研究では、20歳〜64歳での一人暮らし女性の3人に1人が貧困状態にあることが示された。高齢者の世代内扶養が実行されていないため、高齢者間の世帯格差が、OECD平均より良い他世代の相対的貧困率の数値をOECD平均未満まで引き下げる結果となっている。解決策として、高齢世代内での再分配を強化すればOECD平均より全体の数値も良くなることが統計から判明している。 

## 国際レポート
いくつかの国際機関は、貧困率を推定するために日本での調査と研究がなされている。 

### OECDの調査結果
OECDは2006年7月に、日本は相対的貧困率が高いと報告した。別のOECD報告書は、2000年代半ばに日本がOECD加盟国の中で貧困において2番目に悪いと述べた。OECDは2011年4月に、日本を貧困下に生きている人々が人口の割合に占めるリストで34の加盟国のうち29位に位置付けた。貧困者は15.7％で、日本はOECD加盟国の平均11％を上回っていたとしたが、この日本の15.7％は1985年以降で日本よりも資源が少なく発展が遅れている国、スロバキア共和国（6.5％）、スロベニア（7.2％）、ポーランド（10.1％）を上回っている。他のすべてのOECD加盟国の貧困率増加平均は年間1.0％で OECD報告はわずか17.3％の貧困指標を有する米国、下に日本を配するが、統計では米国は1985年以来0.7％の減少によって、貧困を減らしたことが示されている。

## 日本の世代間格差・世代内格差と貧困
少子高齢化の日本では、高齢者間の世代内の格差がOECDをより悪いことで、子供世代内格差・現役世代内格差は良い成績となっているのにも関わらず、全年齢統計だとOECDより悪い数値になっている。日本で貧困は、収入の中央値、OECD指数で都道府県ごとに異なるその他の要因を使用して計算される「最低生活水準」に基づいて測定している。2006年に、雇用状況調査を使用して個人ベースで測定した場合、正規従業員の8.2％が十分な収入を得ていないと推定されている。2008年から2009年にかけてひとり親家庭、公的扶助制度の欠点、不安定な雇用、最低生活水準をカバーするのに不十分な最低賃金など、いくつかの要因が貧困層と相関していることが主張されている。非正規労働者は貧しい人々の一員である傾向を示し、多くの場合は日本企業のリストラの結果と主張されてあるい。これらの労働者はまたホームレスになる傾向があり、学者の篠田徹が米国のフーバービルと比較、日本にもホームレスのHakenmuraのようなよく知られたホームレスの「村」が存在するが一般的に目から離れた地域に住んでいる、これらのコミュニティのメンバーは、非正規労働者である日雇い労働者になる傾向があると主張されている。2012年2月20日、老夫婦と39歳の息子3人の家族の死が、埼玉県から報告された。家族は家賃と電気代を払っておらず、電気が止められていた。暖房費を支払うことができていなかったため、低体温症も死の原因であると疑われている。 

## 子供の貧困・子供世代間相対貧困率
貧しい子供の割合に関しては、350万人の日本人の子供、または17歳までの子供の6人に1人が、 OECDが収入の中央値の半分以下と定義する国民の可処分所得で相対的貧困を経験している世帯に属していると推定されている。また、350万人の貧しい子供のうち200,000人だけが養育費を受け取っていると推定されている。日本の厚生労働省の統計によると、2017年5月現在、日本の子供の16％が定義された貧困生活下で生活しているとしている。ただし、日本の子ども世代間相対的貧困率は11.5％でOECD平均値を下回っており、世代内格差が少ない成績となっている。  